# Ischnoptera apolinari
Ischnoptera apolinari är en kackerlacksart som beskrevs av Morgan Hebard 1919. Ischnoptera apolinari ingår i släktet Ischnoptera och familjen småkackerlackor.
Artens utbredningsområde är Colombia. Inga underarter finns listade i Catalogue of Life.